# Rio Bec
Rio Bec ou Río Bec est un site archéologique maya situé dans le sud de l'État de Campeche, au Mexique. Il a donné son nom à un style d'architecture maya.

## Historique de la découverte du site

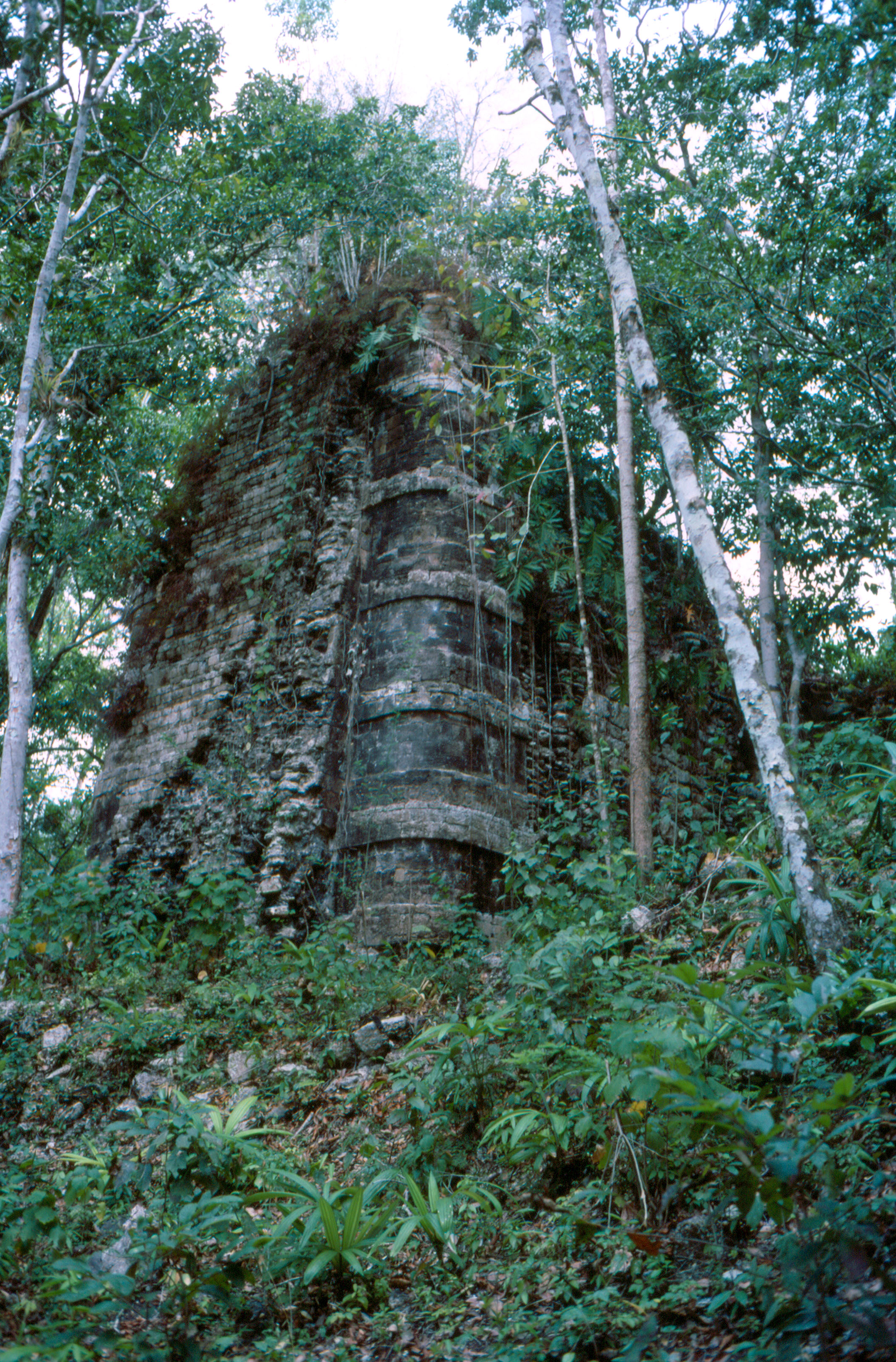
Rio Bec A

Le site a été découvert dès le début du XXe siècle : le premier explorateur à se rendre à Rio Bec est le comte Maurice de Périgny en 1906-1907. Il n’a été fouillé que très sporadiquement depuis, notamment en 1976, le mobilier céramique ayant été traité et analysé par Stan Steer.

## Description
L’une des particularités du site est son éclatement : ici, pas de centre cérémoniel groupé comme à Tikal. Rio Bec arbore de fausses pyramides, à la façon de Kohjunlich, par exemple structure groupe A, gr. 6N-1. Le temple qui se dresse au sommet n’a que l’épaisseur d’un mur épais et porte des signes quadripartites en forme de croix. Un habitat central bordé de deux tours en forme de pyramide : c’est d’après cette structure en trompe-l'œil qu’a été baptisé le « style rio bec ». Le site date de la fin de la période classique.
Reflets d'un pouvoir fort et centralisé, les cités mayas sont d'ordinaire structurées en cercle concentrique avec, au centre, une place entourée de palais, temples-pyramides dédiés au culte des rois défunts et d'autres édifices publics, autour de laquelle rayonnent les résidences de l'élite, puis les zones rurales. Par opposition, Rio Bec se compose de nombreux groupes d'habitats de taille réduite, dispersés dans l'espace, sans centre ni hiérarchie apparente.